# Антон Суйковський
Антон чи Антоній Суйковський  (1867–1941) — польський географ і політичний діяч.
Викладав у школах у Каліші та Бендзині. 1898 року вступив до забороненої Польської соціалістичної партії. У серпні 1914 року долучився до Вищого національного комітету, а в жовтні того ж року вступив до підпільної Польської військової організації.
Міністр релігійних справ і народної освіти в уряді Казимира Бартеля 1926 року.
Похований на Повонзківському цвинтарі.
Головна праця — «Geografia ziem dawnej Polski» (1918), у якій представив і ті українські землі, які входили до складу історичної Польщі.